# Alain Richard (političar)
Alain Richard (Pariz, 29. kolovoza 1945.) član je francuskog Senata i gradonačelnik grada Saint-Ouen-l'Aumône (regija Ile-de-France).
U srpnju 2013. godine francuski ministar vanjskih poslova i međunarodnog razvoja imenovao ga je posebnim izaslanikom Francuske Republike za zapadni Balkan. Diplomirao je javno pravo, književne studije i političke znanosti, a bivši je učenik i Državne škole za javnu upravu (l'ENA, 1969. – 1971.).
Svoju profesionalnu karijeru započeo je u Državnom savjetu (što odgovara hrvatskom Visokom upravnom sudu). Godine 1977. bio je izabran za gradonačelnika grada Saint-Ouen-l'Aumône, a od 1978. do 1986. bio je zastupnik u Nacionalnoj skupštini (Socijalistička stranka).
Od 1987. do 1988. godine, Alain Richard obavljao je dužnost potpredsjednika Narodne skupštine. Od 1988. do 1993. bio je generalni izvjestitelj Odbora za financije Narodne skupštine. Od 1978. do 1993. bio je stalni sudac pri Visokom sudu pravde (institucija koju su činili zastupnici i senatori, a bila je zadužena za osuđivanje predsjednika Republike i članova vlade u slučaju visoke izdaje ili urote usmjerene protiv sigurnosti Države).
Nakon dvije godine obavljanja dužnosti državnog savjetnika, Alain Richard bio je izabran za senatora 1995. godine. U Vladi Lionela Jospina bio je ministar obrane, od 2. lipnja 1997. do 6. svibnja 2002. godine.
U rujnu 2011. po drugi je puta izabran za senatora. Između ostalog, član je Odbora za zakone i Odbora za europske poslove pri Senatu.